# Club de Fútbol Cuautitlán
El Real Atlético Cuautitlán fue un equipo de fútbol mexicano que jugó en la Primera División 'A' de México con el apodo de "Truenos" y jugó con el mote de "Cocoleros" en la Segunda División de México. Tuvo como sede la ciudad de Cuautitlán en el estado de México.

## Historia
El equipo de Cuautlitán ha sido campeón de la Tercera División mexicana y la Segunda División mexicana. 
El Club de Fútbol Cuautitlán lograría su acceso a la Segunda División al resultar campeón de la Tercera en su primera participación en el torneo, durante la Temporada 1996 - 1997.
A mediados de 1997 el equipo sería tomado como filial del Club Necaxa al mando de Arturo Aviles y cambiaría su mote al de "Truenos", jugando regularmente en el estadio municipal de Cuautitlán Romero Rubio, conocido como estadio Los Pinos escenario de 2.ª División donde hace mucho tiempo jugaba el S.U.O.O. y que fue la casa de los "Truenos de Cuautitlán", filial del Necaxa, hasta que este equipo de Primera División nacional, se cambió de sede a Aguascalientes.
Debido a la existencia de cuatro escuadras nuevas con afiliación a equipos de Primera División, para el Torneo Invierno 1997, se realizó una expansión en las plazas de la Primera División 'A' para quedar integrada con 21 equipos. Las plazas de expansión fueron otorgadas a: Unión de Curtidores, Chivas Tijuana, Jaguares de Colima y Truenos de Cuautitlán. El club ascendido de la Segunda División había sido Atlético Bachilleres.

### Truenos de Cuautitlán
"Truenos de Cuautitlán" entraría a la Primera división 'A' mexicana como equipo de expansión, filial del Club Necaxa. Sin embargo, el "ascenso" administrativo del equipo a Primera 'A' sin que hubiera jugado en la Segunda División, hizo que la escuadra mantuviera un funcionamiento regular pero por debajo del resto de los participantes, rendimiento que los posicionó en los lugares 17, 18 y 15 de los torneos siguientes; logrando su mejor resultado en el Torneo Verano 1999 , en el cual lograron calificarse a los octavos de final, donde empataron en el marcador global a 3-3 ante Cruz Azul Hidalgo pero fueron eliminados por el criterio de desempate, que hacía avanzar a la siguiente ronda al Club que hubiera quedado mejor ubicado en la Tabla General de Clasificación. Por lo que habiendo obtenido el sexto lugar de la tabla, cedieron la calificación a los "cementeros" que habían quedado en la tercera plaza del torneo regular. De esta eliminatoria se recuerdan los tres goles que logró el "Toro" Ávila, y que estuvieron a punto de clasificar a "los Truenos" a semifinales.
La institución se mantendría en la Primera División 'A' hasta el verano de 1999, fue entonces que se concretó la venta de su franquicia, ya que el penúltimo lugar que obtuvo el equipo en la Tabla Porcentual del|Torneo Verano 1999 y que estuvo a punto de condenarlo al descenso, convenció al Necaxa de que era mejor ascender al equipo desde Segunda División y vender su lugar en Primera 'A' mientras que existieran equipos interesados; por lo que realizada la transacción la franquicia se cambió a Puebla con el nombre de Lobos BUAP, quienes la cambiaron después a Oaxaca, en el Invierno del 2001.
Vendida su franquicia en la Primera División 'A' regresan a la Segunda División y lograrían inmediatamente el título en el Torneo Invierno 1999, en una final disputada contra el Club Deportivo Tapatío. Una vez logrado el título, disputarían el ascenso a Primera División 'A' frente al Marte Morelos, campeón del Verano 2000, el cual perderían.
Al finalizar el Torneo Clausura 2003, se concretó el proyecto que dos años antes había iniciado el Club Necaxa y este trasladaría su sede de la Capital del país hacía Aguscalientes, por lo que para el Torneo Apertura 2003 el equipo de "Los Rayos del Necaxa" juega ya en el Estadio Victoria de la ciudad de Aguascalientes, que se convierte en su nueva casa. 
Por ello, el Torneo Apertura 2003 es el último torneo en el cual el equipo de Cuautitlán mantiene el mote de "Truenos"; logrando llegar a la final que pierde ante un viejo conocido suyo: Lobos BUAP. Terminada su afiliación directa con el Club Necaxa, la institución mantuvo el mote de"Truenos" exclusivamente para su escuela o Centro de Capacitación (CENCAP); por lo que para el Torneo Clausura 2004 cambia su nombre oficial por el de Real Cuautitlán.
Como parte de su reestructuración, la directiva decide buscar talento nuevo y a mediados del año 2004 se toma la decisión de formar un segundo equipo, en donde se foguearían sus fuerzas básicas y se inscribe a este segundo equipo con el mote de "Pelícanos" en el sector amateur del fútbol mexicano; donde los "Pelícanos de Cuautitlán" destacaron a sobremanera, logrando diversos títulos en el sector aficionado del fútbol nacional, jugando regularmente en el Estadio Municipal de Cuautitlán Izcalli, conocido como "estadio Hugo Sánchez Márquez". 
Posteriormente a la separación del Club Necaxa, el rendimiento regular del primer equipo es descendente, por lo que habiendo pasado sus mejores momentos, el equipo que hubiera contado entre sus filas a grandes jugadores como Alexandro "Monstruo" Álvarez, Carlos Ochoa, Alfredo “El Chango” Moreno, Christian Martínez, Luis Ernesto Pérez, Ángel "Rambo" Sosa, Armando "Loco" Ávila, Alexandro Álvarez, Eduardo “Toro” Ávila, Diego Martínez o Carlos López, viviría su momento más álgido y al final del Torneo Clausura 2010 se vio condenado a descender a la Tercera división mexicana y regresar al punto desde el que inició su trayectoria.
No obstante, después de diversas re estructuraciones administrativas, la institución aprovecha que en el año 2006, el Club de Fútbol Pachuca se había interesado en afiliar al segundo equipo y trasladarlo a la [
Tercera División mexicana donde jugó por primera vez en el Torneo Clausura 2006; por lo que al descender el Primer Equipo a la misma División, se toma la decisión de fusionar ambas escuadras y presentar un solo equipo para la temporada 2011-2012. Desapareciendo así "Pelícanos" quienes vuelven al sector amateur pero solo con el nombre de "Cuautitlán"

### Década de 2010
Así, conformado el nuevo Real Cuautitlán, fortalecido por el equipo que ha venido ascendiendo desde el sector aficionado nacional, comienza su lucha por resurgir de las cenizas y al final de la Temporada 2012-2013 lograron regresar a Segunda División al superar al equipo Calor de San Pedro Fútbol Club de Torreón, por un marcador global de dos a uno. Y así logran proclamarse nuevamente campeones de la Tercera Divisió, por lo que consigue además el ascenso directo a la Segunda División Premier, mientras que el subcampeón jugaría en la Segunda División de Nuevo Talentos, de acuerdo al reglamento de competencia.
El equipo mantuvo la categoría y siguió jugando en la Segunda División; donde mantuvo el nombre de Real Cuautitlán, pero con el mote de "Cocoleros", por lo que es común que se refieran a la institución como "Cocoleros de Cuautitlán".
Los "Truenos de Cuautitlán", durante sus mejores temporadas, fueron semillero de grandes futbolistas que llegaron a cuajar en Primera División, y recibió a muchos otros que más tarde tendrían también una revancha en Primera; produciendo algunos que prometían pero que como siempre, se perdieron en el camino.
Después de finalizar el torneo Clausura 2017, el equipo desaparece.

### La nueva era
En el mes de abril de 2020 se anuncia la posible incorporación del equipo a la Liga de Balompié Mexicano, aunque aún no hay fecha oficial para su regreso.

## Jugadores

### Jugadores destacados
- Luis Ernesto Pérez
- Mario Pérez.
- Diego Alfonso Martínez.
- José Ramiréz
- Alfredo "Chango" Moreno.
- Antonio Adrian Ovando Canales (Puma)
- Carlos Flores.
- Armando "Loco" Ávila Dorador.
- Gabriel Roussique.
- Jose Trinidad Saenz L.
- Walter D. García
- Christian Martínez.
- Angel Raúl "Rambo" Sosa Hernández.
- Geovanni Torres.
- J. Eduardo "Toro" Ávila V.
- Gabriel Casas.
- iPablo Ornelas.
- Brandon Buitron.
- Alexandro "Monstruo" Álvarez
- Alfonso Blanco.
- Antonio Moreno.
- Francisco Pastor Gómez Montero.
- Luis Miguel Noriega Orozco
- Jaime Alberto Rojas Díaz
- Abraham De Jesús Figueroa Velázques

## Palmarés

### Torneos nacionales
- Segunda División de México (1): Invierno 1999.
- Tercera División de México (2): 1996-97, 2011-12.

## Indumentaria
| Período     | Proveedor    | Logo |
| ----------- | ------------ | ---- |
| 2013 - 2014 | Exalta       |      |
| 2014 - 2015 | Joma         |      |
| 2015        | Silver Sport |      |
| 2015 - 2017 | Sporthouse   |      |

## Temporadas
| 2011/2012     | 5.Tercera     | (Campeón) (Asciende)   |
| Apertura 2012 | 3.Segunda LPA | Grupo II               |
| Clausura 2013 | 3.Segunda LPA | 11.º Grupo II          |
| Apertura 2013 | 3.Segunda LPA | 8.º Grupo II           |
| Clausura 2014 | 3.Segunda LPA | 3.º Grupo II (Cuartos) |
| Apertura 2014 | 3.Segunda LPA | 14.º Grupo II          |
| Clausura 2015 | 3.Segunda LPA | 11.º Grupo II          |
| Apertura 2015 | 3.Segunda LPA | 15.º Grupo II          |
| Clausura 2016 | 3.Segunda LPA | 8.º Grupo II           |
| Apertura 2016 | 3.Segunda LPA | 6.º Grupo III          |
| Clausura 2017 | 3.Segunda LPA | 6.º Grupo III          |